# Gossypium somalense
Gossypium somalense là một loài thực vật có hoa trong họ Cẩm quỳ. Loài này được (Gürke) J.B.Hutch., Silow & S.G.Stephens mô tả khoa học đầu tiên năm 1947.